# Aleuci

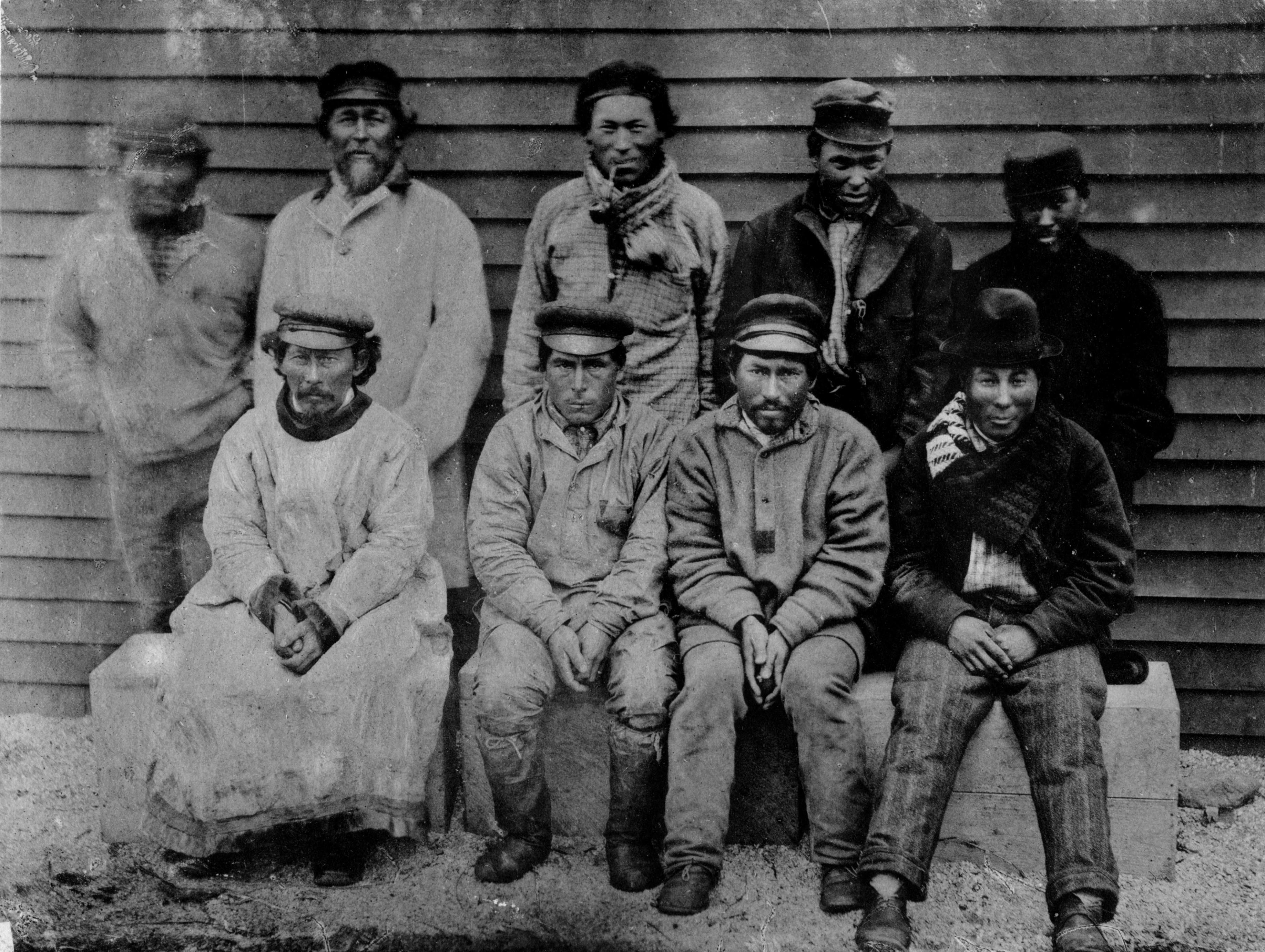
Aleuci z Wyspy Beringa, ok. 1884–1886.

Aleuci (w dialekcie atkan Unangan lub Unangas) – ogólna nazwa nadana rdzennym mieszkańcom Archipelagu Aleutów, półwyspu Alaska, a także Wysp Komandorskich.
Ludy te posługują się językami z rodziny eskimo-aleuckiej i są zaliczani do ludów mongoloidalnych.

## Nazewnictwo
Badania antropologiczne XX wieku potwierdziły językowe i kulturowe pokrewieństwo tubylczych ludów tego regionu oraz jego odrębność w stosunku do tubylczych sąsiadów. Dominująca w antropologii tendencja do nazywania Aleutami jedynie mieszkańców Archipelagu Aleutów powoduje protesty grupy Sugpiat (zwanej też czasem Alutiiq), która mimo swej odrębności nigdy nie uważała się za Inuitów. Wielu Unangax i Sugpiat opowiada się też za pierwszeństwem nazw własnych w stosunku do narzuconej im z zewnątrz nazwy „Aleuci” (podobnie jak źle widziane obecnie nazwy „Indianie” i „Eskimosi”).

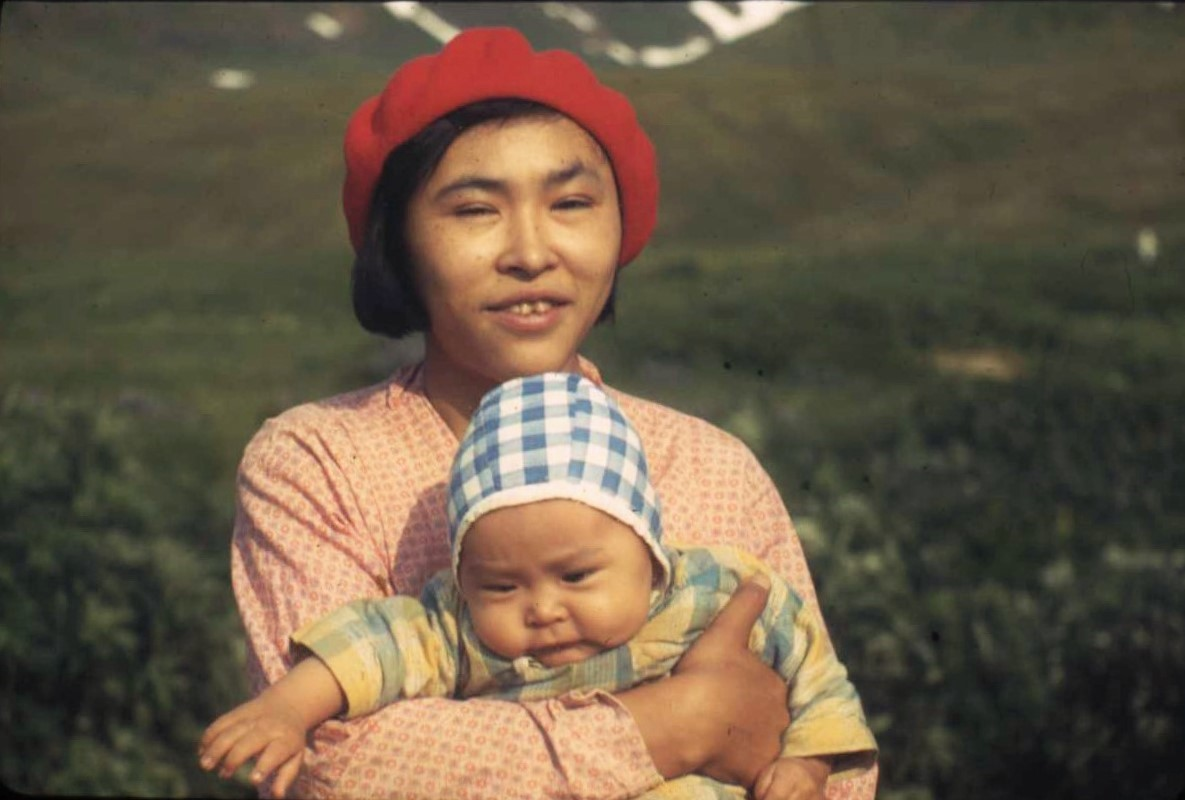
Aleutka z wyspy Attu, 1941.

Regionalne grupy Aleutów podzielone są na wioski, których nazwy kończą się na -miut (co oznacza ludzie, którzy żyją w danym miejscu).

## Historia
Aleuci są blisko spokrewnieni z Inuitami z kanadyjskiej Arktyki i Grenlandii, Jupikami z zachodniej Alaski i wschodniej Syberii oraz Inupiatami, czyli Inuitami z alaskańskiej Arktyki. Zasiedlili wyspy Archipelagu Aleutów i sąsiednie wybrzeża Alaski mniej więcej 4 tysiące lat temu, w różnych okresach rywalizując ze sobą lub handlując. Utrzymywali się głównie z polowania na zwierzęta morskie, w tym wieloryby i inne duże ssaki morskie.
Przed przybyciem Europejczyków (Rosjan) do zachodniej Alaski w XVIII wieku liczyli ok. 25 tysięcy osób, ale nieznane wcześniej choroby zakaźne przenoszone przez kolonizatorów (najpierw przez blisko sto lat przez Rosjan, a od 1867 przez Amerykanów, którzy kupili Alaskę od Rosji) zdziesiątkowały ich szybko i spis z 1910 roku wykazał zaledwie 1491 Aleutów. Od tamtej pory ich liczba powoli rośnie, mimo wysiedleń prowadzonych podczas II wojny światowej zarówno przez Japończyków, jak i Amerykanów.
Okres kolonizacji rosyjskiej zmienił zasadniczo wcześniejszą myśliwsko-rybacką kulturę Aleutów, którzy przejęli zwyczaje Rosjan, a także ich religię. Do dziś wielu z nich to wyznawcy prawosławia, a cerkiew stanowi główny ośrodek życia społecznego wielu wiosek. 
Istotną zmianą w życiu współczesnych Aleutów i innych tubylczych ludów Alaski było uchwalenie w 1971 roku przez Kongres USA tzw. ustawy o zaspokojeniu roszczeń tubylców Alaski (Alaska Native Claims Settlement Act). Ustawa powołała do życia regionalne korporacje tubylcze, które stały się współwłaścicielami ziemi i bogactw tubylczych społeczności, w tym – dla grup Unangax i Sugpiat – Aleut Corporation, Koniag, Inc., Chugach Alaska Corporation i Bristol Bay Native Corporation. Każdy z odpowiadających im obszarów geograficznych ma też własną korporację zarządzającą lokalną służbą zdrowia, opieką społeczną, oświatą i obroną praw tubylczych.
Ostatnią istotną próbą naprawienia części historycznych krzywd Aleutów była ustawa Kongresu USA z 1988 roku (tzw. Aleut Restitution Act) wspierająca rozwój lokalnej samorządności oraz starania grup Aleutów o zachowanie własnych języków i tradycji kulturowych.

## Liczebność
W XVIII wieku Aleuci liczyli ok. 25 tys. osób. Spis z 1910 roku wykazał zaledwie 1491 Aleutów. W roku 2001 liczebność Aleutów wynosiła ok. 15 tys. osób.